# Omloop Het Nieuwsblad 2022
L'Omloop Het Nieuwsblad 2022, settantasettesima edizione della corsa e valevole come seconda prova dell'UCI World Tour 2022 categoria 1.UWT, si svolse il 26 febbraio 2022 su un percorso di 204,2 km, con partenza da Gent e arrivo a Ninove, in Belgio. La vittoria fu appannaggio del belga Wout Van Aert, il quale completò il percorso in 4h50'46", alla media di 42,137 km/h, precedendo l'italiano Sonny Colbrelli ed il connazionale Greg Van Avermaet.
Sul traguardo di Ninove 124 ciclisti, su 168 partiti da Gand, portarono a termine la competizione.

## Squadre e corridori partecipanti
| N.      | Cod. | Squadra                     |
| ------- | ---- | --------------------------- |
| 1-7     | QST  | Quick-Step Alpha Vinyl Team |
| 11-17   | TJV  | Jumbo-Visma                 |
| 21-27   | LTS  | Lotto Soudal                |
| 31-37   | IWG  | Intermarché-Wanty-Gobert    |
| 41-47   | ACT  | AG2R Citroën Team           |
| 51-57   | TFS  | Trek-Segafredo              |
| 61-67   | AQT  | Astana Qazaqstan Team       |
| 71-77   | TBV  | Bahrain Victorious          |
| 81-87   | BOH  | Bora-Hansgrohe              |
| 91-97   | COF  | Cofidis                     |
| 101-107 | EFE  | EF Education-EasyPost       |
| 111-117 | GFC  | Groupama-FDJ                |
| 121-127 | IGD  | Ineos Grenadiers            |

| N.      | Cod. | Squadra                   |
| ------- | ---- | ------------------------- |
| 131-137 | IPT  | Israel-Premier Tech       |
| 141-147 | MOV  | Movistar Team             |
| 151-157 | BEX  | Team BikeExchange-Jayco   |
| 161-167 | DSM  | Team DSM                  |
| 172-177 | UAD  | UAE Team Emirates         |
| 181-187 | AFC  | Alpecin-Fenix             |
| 191-197 | BBK  | B&B Hotels-KTM            |
| 201-207 | BWB  | Bingoal Pauwels Sauces WB |
| 211-217 | SVB  | Sport Vlaanderen-Baloise  |
| 221-227 | ARK  | Team Arkéa-Samsic         |
| 231-237 | TEN  | TotalEnergies             |
| 240-247 | UXT  | Uno-X Pro Cycling Team    |

## Ordine d'arrivo (Top 10)
| Pos. | Corridore          | Squadra     | Tempo    |
| ---- | ------------------ | ----------- | -------- |
| 1    | Wout Van Aert      | Jumbo       | 4h50'46" |
| 2    | Sonny Colbrelli    | Bahrain     | a 22"    |
| 3    | Greg Van Avermaet  | AG2R        | s.t.     |
| 4    | Oliver Naesen      | AG2R        | s.t.     |
| 5    | Victor Campenaerts | Lotto       | s.t.     |
| 6    | Rasmus Tiller      | Uno-X       | s.t.     |
| 7    | Matteo Trentin     | UAE         | s.t.     |
| 8    | Andrea Pasqualon   | Intermarché | s.t.     |
| 9    | Florian Sénéchal   | Quick-Step  | s.t.     |
| 10   | Jasper Stuyven     | Trek        | s.t.     |